# ميخائيل كريمر
ميخائيل كريمر (بالألمانية: Michael Krämer)‏ هو لاعب كرة قدم ألماني، ولد في 9 ديسمبر 1985 في نورنبرغ في ألمانيا. لعب مع غرويتر فورت ونادي نورنبرغ.

## وصلات خارجية
- ميخائيل كريمر على موقع قاعدة بيانات كرة القدم.إي يو (الإنجليزية)
- ميخائيل كريمر على موقع بيانات كرة القدم. دي إي (الألمانية)
- ميخائيل كريمر على موقع عالم كرة القدم.نت (الإنجليزية)